# Jlime
Jornada Linux Mobility Edition (kortweg Jlime) is een Linuxdistributie die zich richt op de HP Jornada-handhelds. De distributie is opgericht in 2003 door Kristoffer Ericson en Henk Brunstin. Voor de ontwikkeling wordt het OpenEmbedded-systeem gebruikt. JLime gebruikt OPIE als desktopomgeving. Er zijn ook X-gebaseerde omgevingen beschikbaar voor JLime, zoals IceWM.

## Geschiedenis en naamgeving
JLime is eind 2003 ontstaan om de HP 6xx Jornada's van een linux distributie te voorzien. Het idee achter JLime is een distributie die snelheid en overdraagbaarheid voor het Jornada platform brengt. De Jornada was niet meer ondersteund in de 2.6 kernel (door gebrek aan ontwikkelaars en test apparaten) and het eerste jaar van de ontwikkeling was gericht op de 2.6 kernel op de handhelds te krijgen. 2.6.9 was de eerste kernel die op een Jornada opstartte.

## JLime Installer
"Chazco" en "B_Lizzard", twee ontwikkelaars van het JLime team, hebben een initrd gebaseerd installatieprogramma gemaakt dat JLime op een Jornada kan installeren zonder de nood van een Linux computer. De meeste PDA's gebruiken flash memory, maar de Jornada heeft dit niet. Om dit op te lossen installeert JLime op een (gepartitioneerde) Compact Flash kaart. Het installatieprogramma gebruikt een console gebaseerde interface.

## Pakketbeheer
JLime gebruikt een minimalistische tool uit de APT-suite samen met ipkg om pakketten te beheren. Het kan bestanden installeren, verwijderen en updaten via een internetverbinding of vanop het lokale bestandensysteem. Pakketten worden automatisch gedownload van zogenaamde feed repositories en afhankelijkheden worden automatisch afgehandeld.

## Releases

### Shrek
Ondersteunde platformen: HP Jornada 620/660/680/690
- Zomer 2004 - Niet meer ondersteund

### Donkey
Ondersteunde platformen: HP Jornada 620/660/680/690
- 0.5.0, 6 augustus 2006
- 1.0.0, 31 oktober 2006 - De officiële release
- 1.0.1, 6 november 2006 - Bugfixrelease

### Mongo
Ondersteunde platformen: HP Jornada 720/728.
- 7 augustus 2008

### Farquaad
- Ondersteunde platformen: NEC 770/780/790/800/880
- Nog geen officiële release.

### Henchman
- Ondersteunde platformen: NEC 900/900c
- 20 februari 2008

### Muffinman
- Ondersteunde platformen: Ben Nanonote
- 19 december 2010